# 燕肅
燕肃（?—?），字穆之，一字仲穆，一署上谷，青州益都（今山东益都）人，北宋通才。
燕峻之子。家境貧寒，真宗大中祥符间进士，补凤翔府观察推官。精通天文物理，天圣五年（1027年）造指南車，車上立一木人，伸臂指南，能自動離合，“……至国朝，不闻得其制”。累官龍圖閣侍制。天聖八年（1030），獻上了蓮花漏的製作方法。著有《海潮论》和海潮圖。

## 延伸阅读
[在维基数据编辑]
 《宋史/卷298》，出自脱脱《宋史》